# Lista över fornlämningar i Överkalix kommun
Lista över fornlämningar i Överkalix kommun är en förteckning av ett urval av de fornlämningar som finns i Överkalix kommun.

## Överkalix
| Namn             | Lämningstyp             | Tillkomsttid | Historisk indelning   | Plats | Läge                 | ID-nr          | Bild                                 |
| ---------------- | ----------------------- | ------------ | --------------------- | ----- | -------------------- | -------------- | ------------------------------------ |
| Överkalix 75:1   | Stensättning            |              | Överkalix, Norrbotten |       | 66.557895, 22.181709 | 10019700750001 | Ladda upp en bild av detta fornminne |
| Överkalix 77:1   | Stensättning            |              | Överkalix, Norrbotten |       | 66.277234, 22.919754 | 10019700770001 | Ladda upp en bild av detta fornminne |
| Överkalix 98:1   | Stensättning            |              | Överkalix, Norrbotten |       | 66.527785, 22.450134 | 10019700980001 | Ladda upp en bild av detta fornminne |
| Överkalix 352:1  | Stensättning            |              | Överkalix, Norrbotten |       | 66.568252, 22.748654 | 10019703520001 | Ladda upp en bild av detta fornminne |
| Överkalix 393:1  | Stensättning            |              | Överkalix, Norrbotten |       | 66.619136, 22.720419 | 10019703930001 | Ladda upp en bild av detta fornminne |
| Överkalix 393:4  | Stensättning            |              | Överkalix, Norrbotten |       | 66.619042, 22.718777 | 10019703930004 | Ladda upp en bild av detta fornminne |
| Överkalix 444:1  | Stensättning            |              | Överkalix, Norrbotten |       | 66.518951, 22.767134 | 10019704440001 | Ladda upp en bild av detta fornminne |
| Överkalix 451:1  | Grav- och boplatsområde |              | Överkalix, Norrbotten |       | 66.405895, 22.667508 | 10019704510001 | Ladda upp en bild av detta fornminne |
| Överkalix 500:1  | Stensättning            |              | Överkalix, Norrbotten |       | 66.372243, 22.554023 | 10019705000001 | Ladda upp en bild av detta fornminne |
| Överkalix 561:1  | Stensättning            |              | Överkalix, Norrbotten |       | 66.337222, 22.582661 | 10019705610001 | Ladda upp en bild av detta fornminne |
| Överkalix 561:2  | Stensättning            |              | Överkalix, Norrbotten |       | 66.337055, 22.583130 | 10019705610002 | Ladda upp en bild av detta fornminne |
| Överkalix 577:3  | Stensättning            |              | Överkalix, Norrbotten |       | 66.335910, 22.582584 | 10019705770003 | Ladda upp en bild av detta fornminne |
| Överkalix 736:1  | Lägenhetsbebyggelse     |              | Överkalix, Norrbotten |       | 66.402649, 22.800315 | 10019707360001 | Ladda upp en bild av detta fornminne |
| Överkalix 897:1  | Fäbod                   |              | Överkalix, Norrbotten |       | 66.423636, 22.683709 | 10019708970001 | Ladda upp en bild av detta fornminne |
| Överkalix 975:1  | Stensättning            |              | Överkalix, Norrbotten |       | 66.607600, 22.739582 | 10019709750001 | Ladda upp en bild av detta fornminne |
| Överkalix 976:1  | Stensättning            |              | Överkalix, Norrbotten |       | 66.617778, 22.717472 | 10019709760001 | Ladda upp en bild av detta fornminne |
| Överkalix 984:3  | Stensättning            |              | Överkalix, Norrbotten |       | 66.409672, 22.758798 | 10019709840003 | Ladda upp en bild av detta fornminne |
| Överkalix 1054:2 | Stensättning            |              | Överkalix, Norrbotten |       | 66.376230, 22.551994 | 10019710540002 | Ladda upp en bild av detta fornminne |
| Överkalix 1056:1 | Stensättning            |              | Överkalix, Norrbotten |       | 66.382926, 22.545755 | 10019710560001 | Ladda upp en bild av detta fornminne |
| Överkalix 1077:1 | Stensättning            |              | Överkalix, Norrbotten |       | 66.437747, 22.490915 | 10019710770001 | Ladda upp en bild av detta fornminne |
| Överkalix 1077:2 | Stensättning            |              | Överkalix, Norrbotten |       | 66.437857, 22.490939 | 10019710770002 | Ladda upp en bild av detta fornminne |
| Överkalix 1183:1 | Stensättning            |              | Överkalix, Norrbotten |       | 66.757227, 22.262138 | 10019711830001 | Ladda upp en bild av detta fornminne |
| Överkalix 1323:1 | Stensättning            |              | Överkalix, Norrbotten |       | 66.544532, 22.514242 | 10019713230001 | Ladda upp en bild av detta fornminne |
| Överkalix 1543   | Stensättning            |              | Överkalix, Norrbotten |       | 66.509936, 22.458533 | 12000000015934 | Ladda upp en bild av detta fornminne |
| Överkalix 1714   | Stensättning            |              | Överkalix, Norrbotten |       | 66.410083, 22.511107 | 12000000048785 | Ladda upp en bild av detta fornminne |